# 松山常次郎
松山 常次郎（まつやま つねじろう、1884年（明治17年）3月22日 - 1961年（昭和36年）6月15日）は、日本の実業家、政治家、衆議院議員。

## 経歴
1884年（明治17年）3月22日、和歌山県伊都郡九度山村（現：九度山町）に松山常治・さわの長男として生まれる。奈良県立五条中学校、第三高等学校を経て、1905年（明治38年）、東京帝国大学土木工学科入学。在学中に日本組合基督教会霊南坂教会で洗礼を受けクリスチャンとなる。
1908年（明治41年）、東京帝国大学土木工学科を卒業後に渡米し、橋梁設計などを学ぶ。日本に帰国したのち、1915年（大正4年）朝鮮に渡り、干拓・開墾事業に従事。南海拓殖株式会社や鮮満拓殖株式会社などを設立し、水田開拓事業で成功を収めた。
1920年（大正9年）の第14回総選挙で旧兵庫12区（小選挙区制、兵庫県城崎郡・美方郡）から政友会公認で出馬し、憲政会の斎藤隆夫を破って初当選。1924年（大正13年）の第15回総選挙では出身地伊都郡を含む旧和歌山3区に移り、以後政界引退までこの郷里を選挙地盤とした。衆議院議員に当選7回（落選1回）、24年間を代議士として務め、廃娼運動・普通選挙運動・婦人参政権運動などにかかわった。
ホーリネス分裂事件の際には、日匹信亮・阿部義宗・渡辺善太と共に、中田重治監督側と車田秋次委員側の和解のために奔走して、1936年10月にホーリネス和協分離を成立させる。
1936年（昭和11年）には広田内閣の外務参与官、1940年（昭和15年）には米内内閣の海軍政務次官を務める。1941年（昭和16年）にはキリスト教平和使節団を組織して渡米し、日米開戦の回避を図ったが果たせず、交換船で帰国した。この1941年4月のリバーサイド日米キリスト者会議でアメリカ合衆国のキリスト教会に「アメリカ教会への感謝状」を贈った。
1940年（昭和15年）10月17日の神嘗祭の日に青山学院で開催された皇紀二千六百年奉祝全国基督教信徒大会の奨励を担当した。伝道報国の大いなる責任を感じており、皇紀二千六百年の大会において、伝道報国の一大決心をしたいと述べている。1942年（昭和17年）にホーリネス弾圧事件が起こると、日本基督教団財務局長の立場から、キリスト教の教理である再臨を否定し、これを日本で説くことは間違いだと主張した。
1943年（昭和18年）には同志社大学神学教育後援会の理事長に就任した。
戦時中に海軍政務次官を務めたため、戦後の1946年（昭和21年）にGHQによって公職追放を受け、政界を引退した。1961年（昭和36年）6月15日、満77歳で自宅で死去した。